# Родился я в Сибири…
«Роди́лся я в Сиби́ри…» — советский широкоэкранный художественный фильм 1982 года, снятый режиссёром Адольфом Бергункером на киностудии «Ленфильм». Премьера состоялась 10 мая 1983 года.

## Сюжет
Василий Завьялов (Алексей Жарков), после окончания педагогического института возвращается в свой родной таёжный посёлок Тургус. Будучи молодым директором местной школы он сталкивается с различными трудностями, включая нехватку дров, отсутствие помещений и электричества. Постепенно Завьялов собирает вокруг себя единомышленников, среди которых — бульдозерист Разговоров (Алексей Булдаков), геологоразведчик Абрамов (Игорь Кваша), местные общественники и учителя.
Тем временем недалеко от посёлка работают буровики, ждущие нефтяной фонтан, однако из скважин выходит только вода; позже находится газ. В критический момент, когда на буровой вышке происходит важное событие с добычей, заканчиваются трубы. Разговоров принимает решение проложить новую трассу для трубовозов по весенней реке. Во время выполнения работы он проваливается в полынью и погибает. Вскоре после этого умирает его жена. Сын Разговорова остаётся без родителей и становится приёмным сыном Василия Завьялова.

## Над фильмом работали

### Съёмочная группа
- Автор сценария: Юрий Яковлев
- Режиссёр-постановщик: Адольф Бергункер
- Оператор-постановщик: Олег Куховаренко
- Художник-постановщик: Всеволод Улитко
- Композитор: Владислав Кладницкий
- Автор текстов песен: Юрий Яковлев
- Звукооператор: Элеонора Казанская
- Режиссёр: О. Баранова
- Оператор: В. Амосенко
- Художник-декоратор: З. Ракитянская
- Художник по костюмам: Нина Доброва
- Художник-гримёр: М. Еранцева
- Монтажёр: Галина Корнилова
- Режиссёрская группа: Ю. Серов, Н. Васильева, Е. Кривошеев, Л. Фомина
- Операторская группа: А. Тимошин, Ю. Зверев
- Ассистент художника по костюмам: Т. Томашевская
- Ассистент монтажёра: Т. Быстрова
- Ассистент художника-гримёра: С. Дементьева
- Оператор комбинированных съёмок: Л. Поликашкин
- Художник комбинированных съёмок: А. Сидоров
- Художник-фотограф: Ж. Блинова
- Редактор: А. Бессмертный
- Директор картины: Александр Пикунов

### Актёры и роли
- Алексей Жарков — Завьялов
- Игорь Кваша — Абрамов
- Ирина Акулова — Мариша
- Наталья Егорова — Лидия Кузьминична
- Алексей Булдаков — Разговоров
- Михаил Жигалов — Лукич
- Даниил Титус — Васятка
- В эпизодах:
- Борис Соколов
- Василий Корзун
- Вадим Яковлев
- Борис Аракелов
- Евгений Артемьев
- Юрий Башков
- Дагмара Вавилова
- Валерий Захарьев
- Виктор Ильичёв
- Герман Колушкин
- Валерий Кравченко
- Нина Мазаева
- Любовь Малиновская
- Александр Марков
- Станислав Соколов
- Николай Федорцов
- Алёша Сверчков
- Саша Манин

Съёмочная группа и актёрский состав приведены по книге «Советские художественные фильмы. Аннотированный каталог (1982—1983)» (1999).

## Отзывы и рецензии
Кинокритик Виктор Дёмин в своей статье, посвящённой ленфильмовским картинам («Семь часов до гибели», «Родился я в Сибири…», «С тех пор, как мы вместе») на страницах газеты «Советская культура» (24 декабря 1983 года) написал, что сценарий картины, построенный как череда новелл, не в силах скрыть дидактику своего замысла, риторику его выполнения. Он считал, что режиссёр А. Бергункер трактует сценарий Ю. Яковлева в духе бытового правдоподобия. «Мешая в речах голые выспренности с обыденной прозой, — писал Дёмин, — они произносят этот словесный конгломерат как нормальную повседневную речь».